# Habiba Alsafar
Habiba Sayeed Alsafar (1977) és una genetista, enginyera biomèdica i acadèmica dels Emirats Àrabs. És professora adjunta d'Enginyeria Biomèdica a la Universitat de Khalifa i és la directora del Centre de Biotecnologia de la Universitat de Khalifa.
És àmpliament reconeguda pel seu treball en la identificació de factors de risc genètics per a la diabetis a la població nativa beduina dels Emirats Àrabs Units i va ocupar el lloc 52 entre les "100 dones àrabs més poderoses" el 2015 per Arabian Business. El 2016 va ser guardonada amb la beca internacional L'Oréal-UNESCO per a dones en ciència.
Alsafar va obtenir un BSC en bioquímica a la Universitat Estatal de San Diego el 2002 i posteriorment un MSc en enginyeria mèdica a la Universitat de Liverpool el 2003. Va obtenir el doctorat en ciències mèdiques i forenses a la Universitat d'Austràlia Occidental el 2010. Va treballar diversos anys com a experta forense a la policia de Dubai i, més tard, es va unir a la Universitat de Khalifa com a professora adjunta d'enginyeria biomèdica el 2011.
L'interès principal de la investigació d'Alsafar es l'estudi del genoma dels beduïns nadius als Emirats Àrabs Units per identificar gens específics que predisposen a la malaltia. Com a part de la seva tesi doctoral, va establir el registre familiar dels emirats el 2007, que finalment va emmagatzemar mostres d'ADN de més de 26.000 voluntaris, 1.700 dels quals eren beduïns ètnics. Va realitzar el primer i més gran estudi associatiu a tot el genoma de la població beduina dels Emirats que va identificar 5 gens exclusius de la població que estaven associats a la diabetis mellitus tipus 2, el vincle més fort amb el gen PRKD1. Els seus descobriments es van publicar al International Journal of Diabetes and Metabolism el 2011. Segons Alsafar, va ser el primer estudi d'aquest tipus que va estudiar la composició genètica d'una població àrab pel que fa a la diabetis. Es diu que els Emirats Àrabs Units tenen el segon índex de diabetis més alt del món.
Va rebre la medalla al primer honor dels Emirats Àrabs Units el 2014 pel seu treball en la creació d'un mapa genètic per a la prevenció i detecció precoç de la diabetes de part de Mohammed bin Rashid Al Maktoum, el governant de Dubai. També va rebre el Premi Emirats Internacionals de Prevenció de Malalties Genètiques el mateix any i va rebre diverses subvencions de la Fundació Al Jalila. El 2015 va ser nomenada membre de la Comunitat de Joves Científics del Fòrum Econòmic Mundial i també va formar part del Consell Futur Mundial sobre Biotecnologies del Fòrum Econòmic Mundial (2016-2018). Des del 2016, Alsafar es membre del Consell de Científics dels Emirats Àrabs Units i membre del Consell Futur de Dubai sobre Salut i Benestar des de 2019.